# Бобово (Пљевља)
Бобово је насеље у општини Пљевља у Црној Гори. Према попису из 2003. било је 101 становника (према попису из 1991. било је 207 становника).

## Географија
Удаљено је око 50 km од Пљеваља.Налази се у подножју планине Љубишње. Кроз село протиче река Тара, а у близини је планина Обзир.
Захвата површину од 36 km². Са истока се међи са селима Глибаћи и Драгаши.

## Рељеф
Подручје Бобова припада Динаридима. Изграђено је од кречњака и од еруптивних стена, са безброј увала, вртача, јама и понора. Обрасло је четинарским шумама. Међу природним богатствима најзначајније место заузимају шуме. Међутим, после Другог светског рата започела је њихова обимнија експлоатација. Годишње се из Бобова извезе преко четрдесет хиљада кубика здраве техничке грађе, што би могло довести до обешумљавања.

## Историја
Крајем априла 1941. године Бобово је доживело исту судбину као и сва остала мјеста. Изгубило је слободу. Народ се узнемирио. Свак је страховао за свој живот. Школе су престале са радом. Тада у Бобову није постојала никаква организована снага. Већ 14.маја 1941. године, Бобово је бомбардовано. Крајем јуна је забиљежен покушај напада из правца Челебића од стране усташа. Чим су сазнали за то, Бобовци су се организовали и дочекали непријатеље на Радовини и Коњском Пољу. Овај догађај би се могао сматрати почетком устанка у Црној Гори. У другој половини 1941, године формирана је Бобовска чета чији је политички комесар био Живко Џувер. Он је погинуо првог новембра1944. године у Рану код Пријепоља у бици против непријатеља. Живот је такође изгубило и још 30 бораца, који су били стријељани. Сва њихова имена уписана су на Спомен чесми у Бобову.

## Клима
Бобово има оштру планинску климу. Међу високим планинама, сударају се ветрови на оштром Бобовском платоу. Лета су кратка и свежа. Зими обично напада доста снега, па цело село остане практично одсечено од света.

## Земљорадња
Земљорадња је од давнина била слабо развијена. Домаће становништво се искључиво прехрањивало житним производима од домаћег јечма, ражи хељде, који могу да успијевају на подручју Бобова. Уз то, људи су гајили кромпир и купус.

## Саобраћај
Саобраћај у Бобову никада није био развијен. С обзиром да је Бобово веома далеко од најближег града, Пљеваља, у Бобово се зими тешко долази и пешице. Макадамски пут преко Пријеког Дола и Љутих Страна према граници са БиХ завршен је 1962. године. Данас је врло запуштен. Бобовци су тражили да се постојећи пут одржава и да саобраћа аутобус. Путовале су многе Бобовске делегације до Пљеваља. Добијали су разна обећања али су она брзо нестајала.

## Здравствена заштита
После Другог светског рата, лекари су само повремено почели да посећују ово насеље. На Јеловом пању је изграђена модерна здравствена станица. Тада је уведена и струја. Међутим, стање се брзо погоршало, па је скупоцена апаратура почела да се пребацује из Бобова у Пљевља, да би на крају амбуланта остала празна и закључана, тако да су становници Бобова поново остали без здравствене заштите.

## Образовање
Због великог интересовања, прилива студената и политике развоја основног образовања у Бобову је отворена осмогодишња школа, која је школске 1959/1960. године отпочела је са радом. Школска зграда је отворена на имању Момчила Јеловца на Јеловом Пању, а први управитељ-директор био је Раде Булатовић.

## Назив места
Постоје две верзије како је Бобово добило назив:
1. по бобу, једногодишњој биљци, која је некада расла у изобиљу
2. мештани су се доселили из данас разрушеног града Бобовац код Какња

## Демографија
Током сеобе Срба у 18. веку, неке породице су напустиле Бобово и населиле се у Подгорини, испод планине Медведник, ново село назвале, Бобова, по родном крају. У насељу Бобово живи 85 пунолетних становника, а просечна старост становништва износи 48,2 година (44,8 код мушкараца и 51,7 код жена). У насељу има 35 домаћинстава, а просечан број чланова по домаћинству је 2,89.
Ово насеље је углавном насељено Србима (према попису из 2003. године), а у последња три пописа, примећен је пад у броју становника.
|  |

| Демографија | Демографија | Демографија |
| Година      | Становника  | Становника  |
| ----------- | ----------- | ----------- |
|             |             |             |
|             |             |             |
|             |             |             |
|             |             |             |
| 1948.       | 387         |             |
| 1953.       | 424         |             |
| 1961.       | 430         |             |
| 1971.       | 368         |             |
| 1981.       | 292         |             |
| 1991.       | 207         | 207         |
| 2003.       | 101         | 101         |
|             |             |             |

| Етнички састав према попису из 2003.‍ | Етнички састав према попису из 2003.‍ | Етнички састав према попису из 2003.‍ | Етнички састав према попису из 2003.‍ | Етнички састав према попису из 2003.‍ |
| ------------------------------------ | ------------------------------------ | ------------------------------------ | ------------------------------------ | ------------------------------------ |
|                                      |                                      |                                      |                                      |                                      |
| Срби                                 | Срби                                 |                                      | 72                                   | 71,28%                               |
| Црногорци                            | Црногорци                            |                                      | 24                                   | 23,76%                               |
| непознато                            | непознато                            |                                      | 0                                    | 0,0%                                 |

| Година пописа     | 1948. | 1953. | 1961. | 1971. | 1981. | 1991. | 2003. |
| ----------------- | ----- | ----- | ----- | ----- | ----- | ----- | ----- |
| Број домаћинстава | 58    | 60    | 56    | 53    | 48    | 48    | 35    |

| Број чланова      | 1  | 2 | 3  | 4 | 5 | 6 | 7 | 8 | 9 | 10 и више | Просек |
| ----------------- | -- | - | -- | - | - | - | - | - | - | --------- | ------ |
| Број домаћинстава | 35 | 5 | 13 | 6 | 5 | 4 | 2 | 0 | 0 | 0         | 0      |

| Пол    | Укупно | Неожењен/Неудата | Ожењен/Удата | Удовац/Удовица | Разведен/Разведена | Непознато |
| ------ | ------ | ---------------- | ------------ | -------------- | ------------------ | --------- |
| Мушки  | 42     | 14               | 26           | 2              | 0                  | 0         |
| Женски | 44     | 6                | 26           | 12             | 0                  | 0         |
| УКУПНО | 86     | 20               | 52           | 14             | 0                  | 0         |

| Пол    | Укупно                    | Пољопривреда, лов и шумарство | Рибарство                            | Вађење руде и камена | Прерађивачка индустрија       |
| ------ | ------------------------- | ----------------------------- | ------------------------------------ | -------------------- | ----------------------------- |
| Мушки  | 38                        | 36                            | 0                                    | 0                    | 0                             |
| Женски | 35                        | 34                            | 0                                    | 0                    | 0                             |
| УКУПНО | 73                        | 70                            | 0                                    | 0                    | 0                             |
| Пол    | Производња и снабдевање   | Грађевинарство                | Трговина                             | Хотели и ресторани   | Саобраћај, складиштење и везе |
| Мушки  | 0                         | 0                             | 0                                    | 0                    | 0                             |
| Женски | 0                         | 0                             | 0                                    | 0                    | 0                             |
| УКУПНО | 0                         | 0                             | 0                                    | 0                    | 0                             |
| Пол    | Финансијско посредовање   | Некретнине                    | Државна управа и одбрана             | Образовање           | Здравствени и социјални рад   |
| Мушки  | 0                         | 0                             | 0                                    | 2                    | 0                             |
| Женски | 0                         | 0                             | 0                                    | 1                    | 0                             |
| УКУПНО | 0                         | 0                             | 0                                    | 3                    | 0                             |
| Пол    | Остале услужне активности | Приватна домаћинства          | Екстериторијалне организације и тела | Непознато            | Непознато                     |
| Мушки  | 0                         | 0                             | 0                                    | 0                    | 0                             |
| Женски | 0                         | 0                             | 0                                    | 0                    | 0                             |
| УКУПНО | 0                         | 0                             | 0                                    | 0                    | 0                             |

## Галерија
- Бобово
- Љубишња и Коњско поље
- Заселак Меки До
- Поглед на Љубишњу и Бурен